# Aéroport de Sibu
Ne doit pas être confondu avec Aéroport international de Sibiu.
L'aéroport de Sibu (code IATA : SBW • code OACI : WBGS) est un aéroport situé à 23 kilomètres au sud-est de Sibu, dans l'état de Sarawak, en Malaisie. En 2012, l'aéroport accueillait jusqu'à 1,2 million de passagers par an, ce qui en fait le 10e plus important aéroport du pays, et le 3e de Sarawak.

## Situation
| Alor · Setar Ba'kelalan Bario Bintulu Ipoh Johor Bahru Kerteh Kota Bharu Kota · Kinabalu Kuala · Lumpur Kuala Terengganu Kuantan Kuching Kudat Labuan Lahad Datu Langkawi Lawas Limbang Long · Akah Long · Banga Long Lellang Long · Seridan Malacca Marudi Miri Mukah Mulu Pulau · Pangkor Penang Pulau Redang Sandakan Sibu Subang Tanjung · Manis Tawau |

## Histoire

### Vieil aéroport

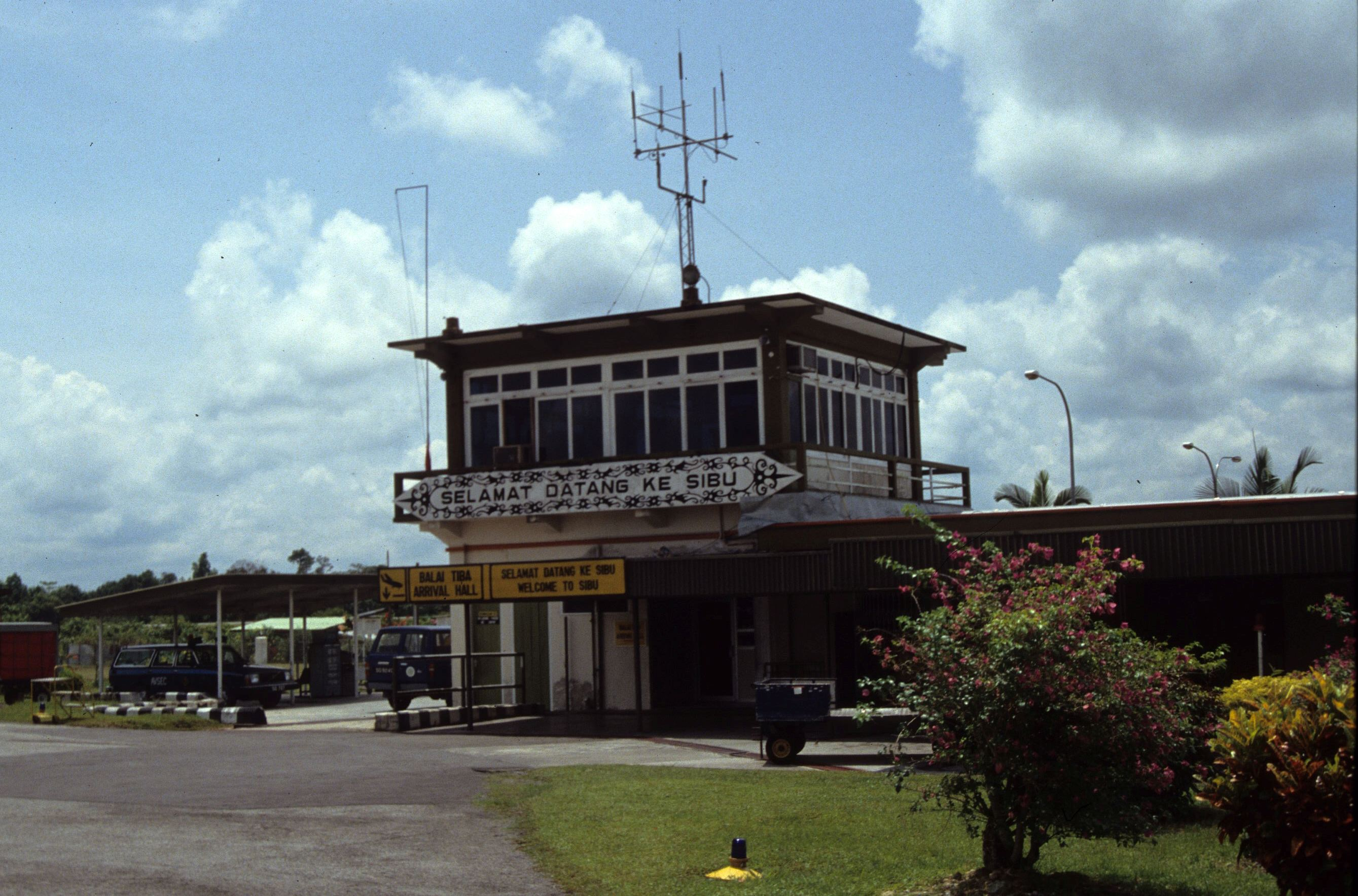
Tour de contrôle de l'aéroport de Sibu en 1992.

Le premier aéroport du Sibu fut bâti à Teku durant la Seconde guerre Mondiale par les Japonais, puis lourdement bombardé par les Alliés. Après la guerre, l'aéroport se développa progressivement. Il fut initialement doté d'un bâtiment basique servant de terminal et de salle d'attente, et pouvait accueillir des appareils tels que des Fokker F27 (et plus tard des Fokker 50) et des Twin Otter.
L'ancien aéroport fut démoli pour faire place au "Collège Laila Taib" (anciennement l'UCS-United College de Sarawak) et au stade Tun Zaidi. La piste du vieil aéroport est encore visible, et sert en partie de route d'accès au stade.

### Nouvel aéroport

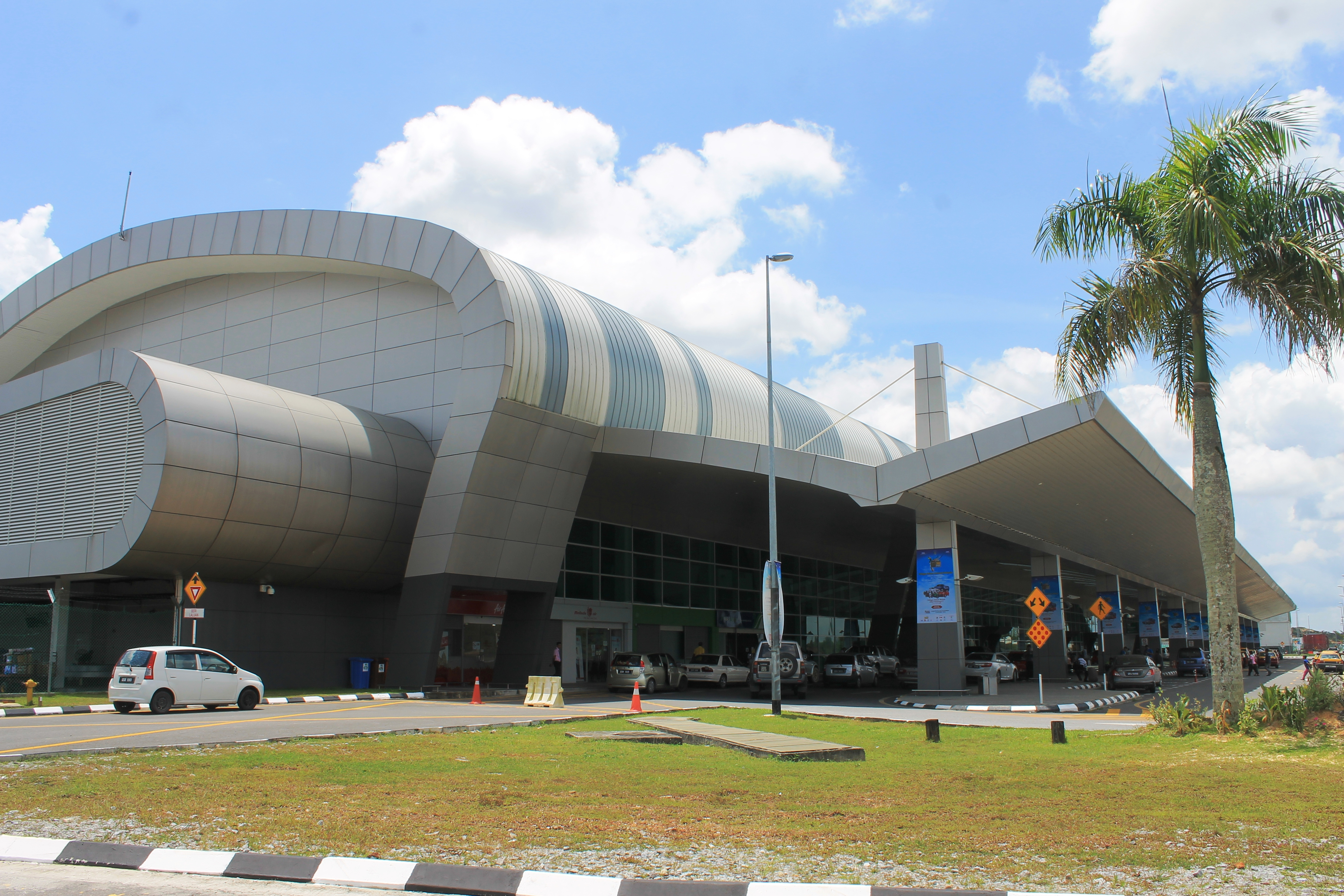
Le nouveau terminal

Le nouvel aéroport, situé à 23 kilomètres de Sibu, fut inauguré le 1er juin 1994, et fut doté d'une piste de 2745 mètres. L'aéroport peut ainsi recevoir à la fois un Airbus, 2 Boeing 737-400, 2 Fokker 50 et 2 Twin Otter.

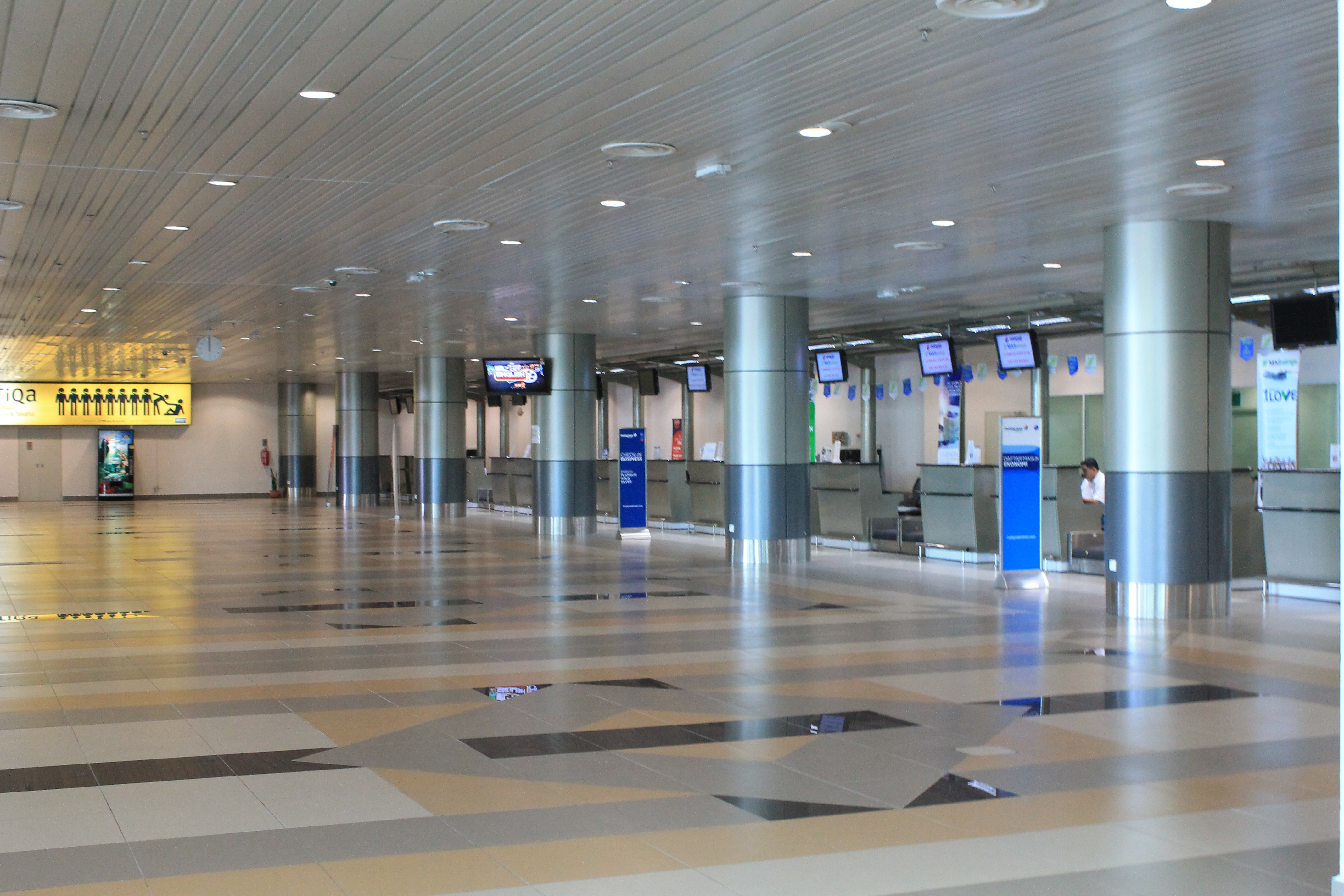
Comptoirs d'enregistrements

Le nouveau terminal, lui, fut achevé en septembre 2012.

## Trafic et statistiques

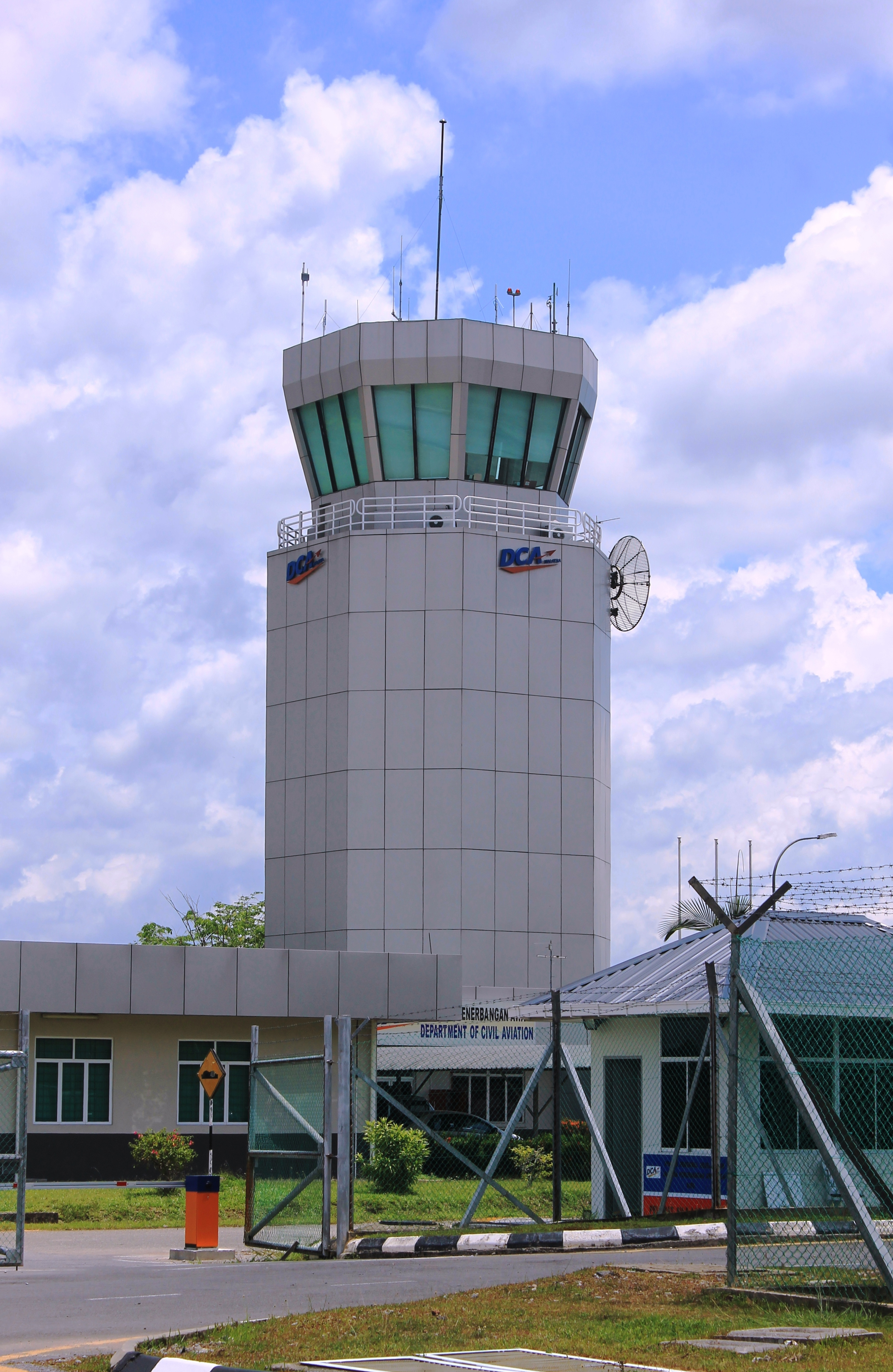
Tour de contrôle de l'aéroport de Sibu

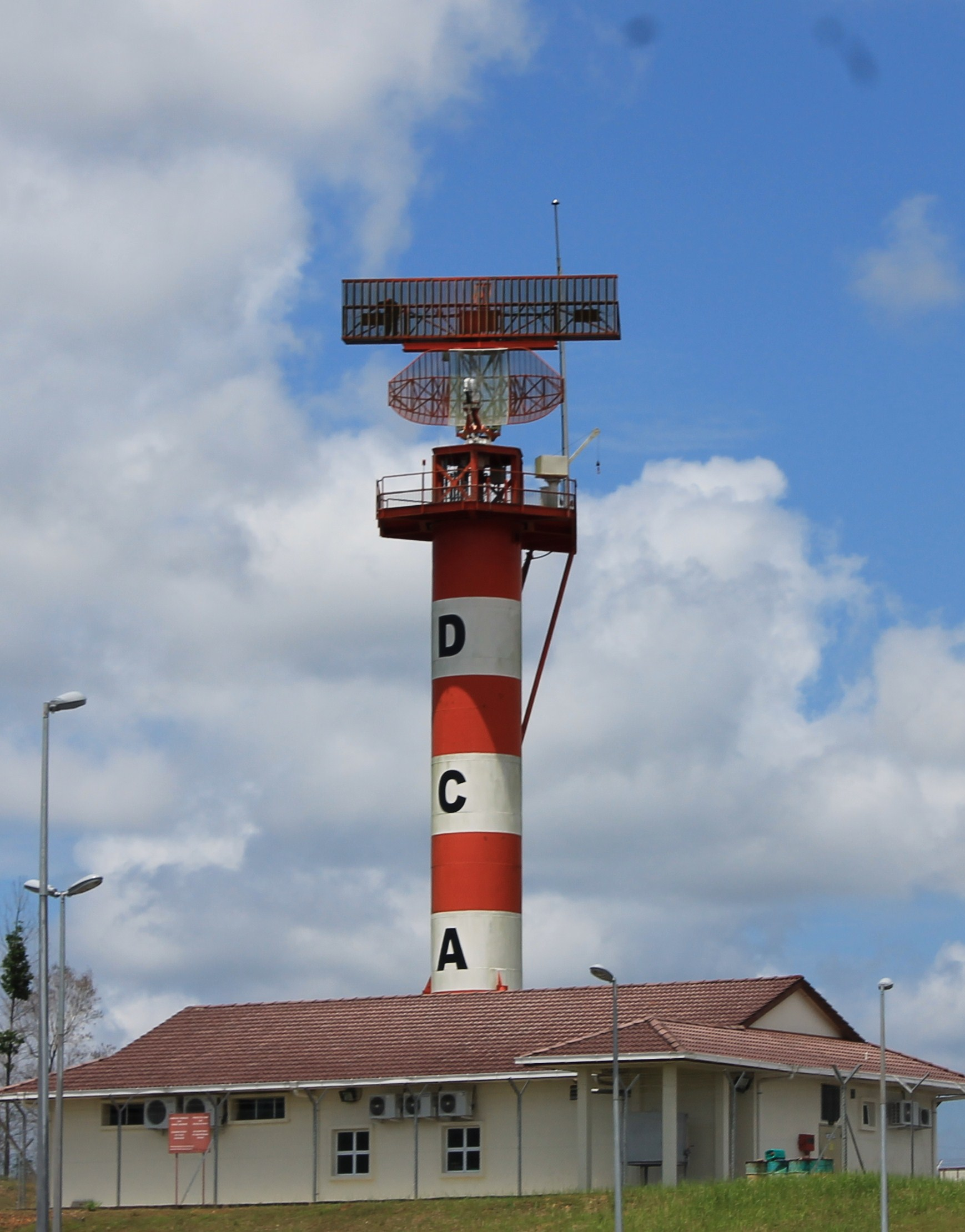
Tour radar de l'aéroport de Sibu

## Compagnies et destinations
| Compagnies                           | Destinations                                      |
| ------------------------------------ | ------------------------------------------------- |
| AirAsia                              | Johor Bahru-Senai, Kuala Lumpur, Kuching          |
| Malaysia Airlines                    | Kuala Lumpur                                      |
| Malaysia Airlines opéré par MASwings | Bintulu, Kota Kinabalu, Kuching, Miri, Mukah (en) |

Édité le 06/03/2018

## Incidents et accidents
- Le 15 août 1990, un Lockheed C-130H Hercules de la Royal Malaysian Air Force dérape de la piste pour se désintégrer[3].
- Le 2 septembre 1992, un Fokker 50 rate son atterrissage, et finit sa course dans les buissons en bout de piste[4].
- Le 29 septembre 2014, un vol d'essai de la compagnie singapourienne Beechcraft King Air dérape de la piste d’atterrissage[5]. Pas de blessés.